# Gabriel Antonio Le Senne Presedo
Gabriel Antonio Le Senne Presedo   (Palma, 27 de juny de 1977) és un polític mallorquí. Membre de Vox, és l'actual president del Parlament de les Illes Balears.

## Trajectòria

### Vida primerenca i formació
És fill de Gabriel Le Senne Blanes, que va exercir de director general d'Obres Públiques del Govern de les Illes Balears fins al 1986, durant el primer gabinet de Gabriel Cañellas. Va estudiar al Colegio Montesión de Palma. Després, es va llicenciar en Dret i Administració i Direcció d'Empreses a la Universitat Pontifícia de Comillas i va obtenir un màster en Assessoria Jurídica d'Empreses a l'Institut d'Empresa de Madrid. És especialista en la Llei Concursal per la Universitat de Deusto.

### Carrera
Va començar la carrera a Madrid, on va treballar durant cinc anys per al grup Zeltia, actualment anomenat PharmaMar. Hi feia d'advocat i analista de mercats de capitals, desenvolupament de negoci i relacions amb els inversors. Més tard, va tornar a Palma i va exercir d'advocat quinze anys de l'Il·lustre Col·legi d'Advocats de les Illes Balears, a més d'estar vinculat al bufet Contestí i Garau com a especialista en dret civil, dret mercantil i dret processal. També ha estat autònom.
En la faceta política, va ser un dels fundadors del Partit Llibertari a les Illes Balears, per al qual va concórrer com a candidat a la batllia de Palma en les eleccions municipals de 2015. Posteriorment, el 2019, va passar a formar part de Vox Balears, del qual va arribar a ser vicesecretari jurídic. Com a militant d'aquesta formació va ser elegit president del Parlament de les Illes Balears el 20 de juny del 2023, gràcies als vots de Vox, el Partit Popular i Sa Unió. Fora dels àmbits militant i institucional, ha signat publicacions acadèmiques i també articles periodístics en mitjans locals, en què fa anàlisis sociopolítiques des de la seva perspectiva.

### Controvèrsia
El 18 de juny del 2024, durant una sessió parlamentària en què es discutia la Llei de Memòria i Reconeixement Democràtics de les Illes Balears, com a president de la cambra balear va expulsar de la sala les diputades Mercedes Garrido i Pilar Costa, que compartien mesa amb ell com a vicepresidenta segona i secretària segona, respectivament. La causa per la qual va excloure-les de la reunió és que van exhibir fotografies de les Roges des Molinar, un grup de dones represaliades del franquisme, i no van atendre a la seva petició de retirar les imàtgens després de cridar-les a l'ordre tres vegades. Le Senne va emparar-se en la neutralitat dels membres de la Mesa per a executar la demanda i, a més, va esqueixar una fotografia de l'emblemàtica mallorquina Aurora Picornell en provar de prendre-la de l'ordinador de Garrido abans que abandonessin l'espai.
Davant d'aquests fets, l'oposició d'esquerres, formada per PSIB, Unides Podem i Més per Mallorca, va exigir en bloc la dimissió immediata de Le Senne. A aquest reclam s'hi van afegir el PSOE com a partit supraautonòmic i Pedro Sánchez, el president del Govern d'Espanya. També va condemnar l'actuació del president de la cambra el Ministre de Política Territorial i Memòria Democràtica, Ángel Víctor Torres, a petició del qual la Fiscalia espanyola va comprometre's a investigar si les accions de Le Senne serien imputables com a delicte d'odi o algun altre crim tipificat en el Codi penal espanyol. Torres també va fer públic que s'estava valorant la possibilitat de demanar de sancionar-lo per incomplir la Llei de memòria democràtica, encara vigent en el moment dels fets. Així mateix, el Partit Comunista Espanyol va denunciar Le Senne davant la Fiscalia el mateix 18 de juny per presumpte delicte d'odi i indicant que es tractava d'una infracció greu de la legislació sobre memòria històrica.
L'endemà dels fets, el compte de X de la Biblioteca de Cort, ubicada a l'edifici de l'Ajuntament de Palma, va esborrar una publicació en què recomanava el llibre Aurora Picornell (1912-1937). De la història al símbol de l'historiador David Ginard. Segons els bibliotecaris hauria estat per una ordre de l'Ajuntament de no publicitar la figura d'Aurora Picornell ni l'obra relacionada, ni per xarxes socials ni a la web. Tanmateix, el consistori (governat pel PP amb el suport de Vox) va atribuir la supressió del tuit a una decisió individual de la cap dels bibliotecaris i en cap cas a un encàrrec polític de la batllia.
En el ple següent, el 20 de juny del 2024, Le Senne va demanar disculpes públicament per l'actitud que havia tingut, però va assegurar que no dimitiria. Aquell dia, Mercedes Garrido i Pilar Costa, com la resta de diputats pel PSIB, van assistir-hi vestint una samarreta amb la cara d'Aurora Picornell. En paral·lel, unes 400 persones es van manifestar davant del parlament demanant la dimissió de Le Senne, convocades per la Plataforma per la Memòria Democràtica. Entre d'altres, en els crits i el discurs es va al·ludir a la responsabilitat compartida del PP en aquests fets i es va demanar a Marga Prohens, la presidenta del Govern de les Illes Balears, que trenqués els acords amb Vox. En la sessió parlamentària, mentre Prohens va lamentar-se de la situació i va rebutjar la conducta de Le Senne, els diputats del PSIB i Més Mallorca van col·locar retrats de persones represaliades als seus escons simbòlicament. Seguint la protesta parlamentària balear, el 26 de juny van comparèixer al Parlament de Catalunya amb fotografies d’Aurora Picornell i les Roges des Molinar els membres de Junts per Catalunya, la Candidatura d'Unitat Popular, Esquerra Republicana de Catalunya i Catalunya en Comú.
Uns dies més tard, Francina Armengol, la secretària general del PSIB, va anunciar que el seu partit estava disposat a votar conjuntament amb el PP d'Armengol l'expulsió de Le Senne del càrrec i elegir-li un substitut del PP, cosa que el PP va rebutjar. A més, el PSIB va sol·licitar una reunió parlamentària extraordinària urgent per a tramitar la petició conjunta de l’oposició de començar el procés de remoció del president del parlament. El 27 de juny, l'Associació Memòria de Mallorca, conjuntament amb les famílies d'Aurora Picornell i d'Antònia i Maria Pascual, va fer públic que havia interposat una denúncia penal per delicte d'odi contra Le Senne pels fets. El mateix dia, el Consell de Formentera va aprovar una moció per a demanar la dimissió immediata de Les Senne, que va ser presentada per la secció local del PSIB i va comptar amb el suport unànime dels grups parlamentaris, incloent-hi Sa Unió (en què hi ha integrat el PP) i Gent per Formentera. En conseqüència, el 6 d'agost va ser citat a declarar el 27 de setembre per ordre del jutge d'instrucció número 1 de Palma en tant que imputat per un possible crim d'odi. En el judici, va declarar que havia romput la fotografia per accident i arran de preguntes de la fiscalia va afirmar que hauria actuat també si hagués estat una imatge de Francisco Franco, per la voluntat de mantenir la neutralitat de la Mesa del Parlament. Així mateix, va reconèixer el dret de Memòria de Mallorca a dur aquest cas a la justícia, si bé considerava que no tindria gaire recorregut perquè es tractava d'un «debat polític», i va descartar de dimitir del càrrec en cas de ser jutjat i condemnat per aquests fets. El 27 de gener de 2025 el jutge instructor va decidir continuar amb les diligències prèvies del judici, atès que entenia que hi havia indicis de delicte d'odi. Tant la fiscalia com la defensa van demanar l'arxivament de la causa penal. Les parts implicades hauran de presentar els respectius escrits d'acusació o obsolució i, a partir de llavors, el jutge haurà de decidir si imputar formalment el president del Parlament.

## Ideologia política
Es defineix a si mateix com a liberal. S'oposa a l'avortament induït, l'eutanàsia, el feminisme, l'ecologisme i el moviment LGBT. També s'ha mostrat contrari a la normalització del català, així com a les polítiques contra la violència masclista. A banda, durant la pandèmia de COVID-19, es va posicionar com a negacionista del virus i dels vaccins, com també ha negat obertament la veracitat del canvi climàtic.

## Vida personal
És casat i té dos fills. Professa la fe catòlica. És afeccionat a la lectura i l'escriptura.

## Publicacions
- Le Senne Presedo, Gabriel. DIOS NOS HIZO LIBRES: apología del cristianismo y el liberalismo (en castellà).  Unión Editorial, 20 abril 2020. ISBN 978-84-7209-793-3.